# Yegor Parkhomenko
Yegor Parkhomenko (Grodno, 7 de enero de 2003) es un futbolista bielorruso que juega en la demarcación de defensa para el FC Neman Grodno de la Liga Premier de Bielorrusia.

## Selección nacional
Hizo su debut con la selección de fútbol de Bielorrusia el 18 de noviembre de 2023 en un partido de clasificación para la Eurocopa 2024 contra Andorra que finalizó con un resultado de 1-0 tras un gol de Denis Laptev.

## Clubes
| Club             | País        | Año       | Partidos | Goles |
| ---------------- | ----------- | --------- | -------- | ----- |
| FC Neman Grodno  | Bielorrusia | 2020-2021 | 1        | 0     |
| FC Lida (cedido) | Bielorrusia | 2021      | 15       | 0     |
| FC Neman Grodno  | Bielorrusia | 2022-     | 87       | 2     |

## Palmarés

### Títulos nacionales
| Título              | Club            | País        | Año  |
| ------------------- | --------------- | ----------- | ---- |
| Copa de Bielorrusia | FC Neman Grodno | Bielorrusia | 2024 |
| Copa de Bielorrusia | FC Neman Grodno | Bielorrusia | 2025 |